# 道洪
道洪（どうこう、570年 - 649年）は、中国唐代の律宗の僧侶である。姓は尹。河東郡の出身。道雲の弟子。弟子に智首などがいる。